# Red Bull Powertrains
A Red Bull Powertrains egy Formula–1-es erőforrás-fejlesztő, gyártó és karbantartó vállalat, amely az osztrák Red Bull GmbH konszern tulajdonában van. A cég 2021-ben alakult, hogy 2022-től átvegye a Honda által tervezett és fejlesztett Formula–1-es erőforrások üzemeltetését, miután a japán gyártó 2021 után kivonul a sportágból. 2022-től 2025-ig a Honda összeszereli az erőforrásokat, valamint pályamenti és versenyműködési támogatást nyújt, mielőtt a Red Bull Powertrains 2026-tól teljes felelősséget vállal a működésükért. Az erőforrások továbbra is a Honda szellemi tulajdonát képezik, és a fejlesztések befagyasztása miatt a Red Bull Powertrains nem fogja fejleszteni őket.

## A kezdetek
2021 februárjában a Red Bull Advanced Technologies kizárólagos Formula–1-es motorok forgalmazási megállapodást írt alá a Hondával a 2022-es szezonban, miután a japán autógyártó a 2021-es szezon végén elhagyja a Formula–1-et. A motorokat a Red Bull vásárolja meg és nevezi át, és 2022-től a Formula–1-ben jelenleg két csapatának, a Red Bull Racingnek és a Scuderia AlphaTaurinak szállítja majd. 2021. április 23-án bejelentették Ben Hodgkinson felvételét a Red Bull Powertrains műszaki igazgatójaként. Hodgkinsonnal, aki 2017 óta a Mercedes AMG High Performance Powertrains gépészmérnöki részlegének vezetője, és 20 éven át az autógyártó brixworthi központjában dolgozott, így ő lett a Red Bull motorrészlegének első jelentős alkalmazottja. Május 6-án a Red Bull bejelentette, hogy felvesz további öt vezető beosztású Mercedes-motoralkalmazottat: Steve Blewett (aki a Red Bull erőforrás termelési igazgatója lesz), Omid Mostaghimi (főmotor, elektronika és energia-visszanyerés), Pip Clode (vezető) az energia-visszanyerés mechanikai tervezése), Anton Mayo (a belső égésű erőművek tervezésének vezetője) és Steve Brodie (a belső égésű motorok üzemeltetésének vezetője).